# Oratorio della Madonna del Popolo e di Sant'Erasmo
L'oratorio della Madonna del Popolo e di Sant'Erasmo è un luogo di culto cattolico situato nella storica borgata di Coscia, in vico Sant'Erasmo, nel comune di Alassio in provincia di Savona.

## Storia e descrizione
Sito in Borgo Coscia fu costruito grazie alla spese dei pescatori alassini di corallo nel 1614.
Nella facciata, sulla porta centrale, è posizionata una statua in marmo del XVII secolo raffigurante la Madonna del Popolo; un'altra statua, in legno, è invece conservata all'interno ritraente il santo titolare dell'oratorio del XVIII secolo e di fattura spagnola e sempre dedicato al santo è l'affresco al centro del soffitto.
Nell'altare maggiore è conservata la pala del pittore Giovanni Andrea De Ferrari di Genova. Nel portico sottostante il pavimento è composto da ciottoli di mare raffiguranti barche e tonni del 1640.